# Lípa svobody (Lysolaje)
Lípa svobody v Lysolajích v Praze je jedna z nejstarších lip svobody, protože byla vysazena už 18. května 1919 na připomínku vzniku Československé republiky. Zasadil ji lysolajský Sbor dobrovolných hasičů za účasti všech místních korporací.